# Juan Figallo

a Compétitions nationales et continentales officielles uniquement.

b Matchs officiels uniquement.
Dernière mise à jour le 28 mai 2019.
Juan Guillermo Figallo, né le 25 mars 1988 à Salta, est un ancien joueur de rugby à XV international argentin évoluant au poste de pilier.

## Carrière

### En équipe nationale
Il a honoré sa première cape internationale en équipe d'Argentine le 26 juin 2010 contre l'équipe de France.

## Palmarès

### En club
- Vice-champion de France en 2011 avec le Montpellier Hérault rugby.
- Champion d'Angleterre en 2015, 2016, 2018 et 2019 avec les Saracens
- Vainqueur de la Coupe d'Europe en 2016 et 2017 avec les Saracens

### En équipe nationale
Juan Figallo compte 24 sélections avec l'Argentine. Il connaît sa première cape internationale le 26 juin 2010 à l’occasion d'un match contre l'équipe de France.
Il dispute deux éditions du Rugby championship, en 2012 et 2013. Il compte onze sélections dans cette compétition.
Sélectionné pour la coupe du monde, en 2015, il joue contre l'Australie et l'Afrique du Sud. Les Argentins terminent à la quatrième place de la compétition.